# Lasiosina sordida
Lasiosina sordida är en tvåvingeart som först beskrevs av Becker 1913.  Lasiosina sordida ingår i släktet Lasiosina och familjen fritflugor. Inga underarter finns listade i Catalogue of Life.